# Fred Winkelmann
Fred Winkelmann (* 17. Mai 1937 in Bad Gandersheim) ist ein ehemaliger deutscher Fußballspieler.
In den 1960er Jahren spielte Winkelmann in der Fußball-Oberliga, die damals höchste Spielklasse im deutschen Fußball. Seine Stationen waren in der Jugend die SVG GW Bad Gandersheim sowie später als Profi der 1. SC Göttingen 05 sowie der VfV Hildesheim, mit dem er mehrere DFB-Pokal-Spiele absolvierte. Er spielte auf den beiden Außenbahnen.
Fred und Klaus Winkelmann wechselten für die Ablöse von ca. 50.000 DM zum VfV Hildesheim.
Später war Winkelmann Trainer beim Helmstedter SV.